# Anoscopus histrionicus
Anoscopus histrionicus är en insektsart som först beskrevs av Fabricius 1794.  Anoscopus histrionicus ingår i släktet Anoscopus, och familjen dvärgstritar. Enligt den finländska rödlistan är arten nationellt utdöd i Finland. Enligt den svenska rödlistan är arten sårbar i Sverige. Arten förekommer i Götaland, Gotland och Öland. Artens livsmiljö är torra gräsmarker.